# شرطة الاستيطان اليهودي

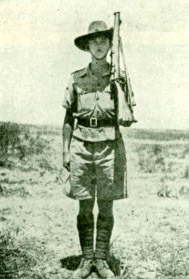
شرطي الاستيطان اليهودي 1942

الشرطة الاستيطان اليهودي (JSP) (بالعبرية: משטרת היישובים העבריים‏) 'Mishteret Ha-Yishuvim Ha-Ivri'yim' كانت قسمًا من النوطريم الذي أنشئ في فلسطين الانتدابية في عام 1936، خلال ثورة فلسطين 1936-1939.

## التاريخ
في نهاية عام 1940، كان لدى هذا التنظيم حوالي 15000 عضو. قُدر الجيش الميداني القائم على القوة بـ 16000 رجل وامرأة في عام 1946. ووفقاً لبيان صادر عن الحكومة الفلسطينية في يونيو والذي أشارت إليه لجنة فلسطين التابعة للأمم المتحدة، فإن القوة نفسها كانت 1929 رجلاً قوياً في ذلك الوقت. في أوائل عام 1948 كانت القوة قرابة 2000.
تعاونت شرطة الاستيطان مع البريطانيين لتشكيل وحدة بريطانية-يهودية مشتركة تعرف باسم «الفرق الليلية الخاصة»، كان هؤلاء يقودهم ضابط بريطاني يدعى تشارلز أورد وينجيت وهو «مسيحي صهيوني متحمّس»  أُرسل إلى فلسطين عام 1936، حيث قاتلت هذه الفرق المقاتلين العرب الذين هاجموا خط أنابيب شركة البترول العراقية.
استخدمت الهاغانا القوة «كمركز تدريب» ووضعت أكبر عدد ممكن من أعضائها في هذه الشرطة قدر الإمكان: 13,455 بين تشكيلها ونهاية عام 1945. قدمت السلطات البريطانية زي خاص وأسلحة وبنادق خفيفة وبعض المدافع الرشاشة وسمحت للقوة بالسيطرة على أجزاء من الأرض حول القرى اليهودية والكيبوتسات. كما قدمت تدريب شبه عسكري لوحدات الهاغان. وهكذا وسعت الشرطة المساعدات للهاغانا وساعدت في توفير أساس قانوني لكثير من أنشطتها. 
أحد الأعضاء البارزين في الشرطة كان أرييل شارون الذي انضم إلى شرطة المستوطنات في عام 1945 وأصبح مدربًا، كما كان يغال ألون عضوًا بارزًا أيضًا، خدم كلاهما في وقت لاحق كوزراء في الحكومة الإسرائيلية، شارون الذي أصبج رئيس للوزراء وألون الذي كان كان رئيس الوزراء المؤقت.

## قائمة المراجع
- بار أون، مردخاي (2004). صراع لا ينتهي أبدًا: دليل للتاريخ العسكري الإسرائيلي . بريغر / جرين وود. (ردمك 0-275-98158-4)
- Black، Ian (1992). حروب إسرائيل السرية: تاريخ خدمات الاستخبارات الإسرائيلية . بستان الصحافة. (ردمك 0-8021-3286-3) ISBN   0-8021-3286-3
- قسم البحوث الفيدرالية (2004). إسرائيل: دراسة قطرية . Kessinger Publishing. (ردمك 1-4191-2689-X) ISBN   1-4191-2689-X
- Gal، Reuven (1986). صورة الجندي الإسرائيلي . بريغر / جرين وود. (ردمك 0-313-24315-8) ISBN   0-313-24315-8
- كارش، إفرايم (2002). الصراع العربي الإسرائيلي: حرب فلسطين 1948 . اوسبري للنشر. (ردمك 1-84176-372-1) ISBN   1-84176-372-1
- كاتز، سام (1988). الوحدات الإسرائيلية منذ عام 1948 . اوسبري للنشر. (ردمك 0-85045-837-4) ISBN   0-85045-837-4
- كيسلر، ديفيد (1996). الفلاشا: تاريخ قصير لليهود الإثيوبيين . لندن: روتليدج: 0714646466
- خلف، عيسى (1991). السياسة في فلسطين: الفصائل العربية والتفكك الاجتماعي، 1939-1948 . جامعة ولاية نيويورك الصحافة. (ردمك 0-7914-0707-1) ISBN   0-7914-0707-1
- Levenberg، Haim (1993). التحضير العسكري للجالية العربية في فلسطين، 1945-1948 . لندن: روتليدج. (ردمك 0-7146-3439-5) ISBN   0-7146-3439-5
- Penkower، Monty Noam (1994). المحرقة وإسرائيل تولد من جديد: من الكارثة إلى السيادة . مطبعة جامعة إلينوي. (ردمك 0-252-06378-3) ISBN   0-252-06378-3
- تقرير لجنة التحقيق الأنجلو أمريكية من عام 1946 . متاح عبر الإنترنت في المكتبة الافتراضية اليهودية .
- Rosenzweig، Rafael N. (1989). العواقب الاقتصادية للصهيونية . Brill Academic Publishers. (ردمك 90-04-09147-5) ISBN   90-04-09147-5
- تل، ديفيد (2004). الحرب وفلسطين، 1948: الاستراتيجية والدبلوماسية . لندن: روتليدج. (ردمك 0-7146-5275-X) ISBN   0-7146-5275-X
- Tucker، Spencer C. (2001). من هو في حرب القرن العشرين . لندن: روتليدج. (ردمك 0-415-23497-2) ISBN   0-415-23497-2
- Zweig، Ferdynand (1970). إسرائيل: السيف والهارب . مطبعة جامعة فيرلي ديكنسون. (ردمك 0-8386-7534-4) ISBN   0-8386-7534-4

## وصلات خارجية
- مغامرة، حياة خطرة الحياة الإسرائيلية، مناحيم «مندل» تجارب فريدمان مع وينجيت وشرطة المستوطنات.
- قدرت لجنة أنجلو أمريكان للتحقيق أن جيشًا ميدانيًا، مستندًا إلى شرطة الاستيطان اليهودية وتدرب في المزيد من العمليات المتنقلة كان 16000 رجلًا قويًا. القسم ذو الصلة من لجنة التحقيق الأنجلو أمريكية، التي نشرت في المكتبة الافتراضية اليهودية.